# Wilhelm Ernst Finck von Finckenstein
Wilhelm Ernst Finck von Finckenstein (* 1680; † 20. August 1727 in Berlin) war preußischer Oberst und erster Chef des Kadettenkorps.

## Leben
Er entstammt der preußischen Familie Finck von Finckenstein. Seine Eltern waren der polnische Oberst Wilhelm Albrecht Finck von Finckenstein (Finck zu Roggenhausen) und dessen Ehefrau Gottliebe, geborene von Polentz. Sein Vater war auch Erbherr auf Roggenhausen, Koffnateken, Schlößchen Omuleff und Neydeck.
Er stand 1717 als Oberstleutnant im Leib-Regiment des Königs. Er wurde am 1. September des Jahres zum Kommandeur des Kadettenkorps und zeichnete sich als solcher durch Eifer und Tüchtigkeit im Allgemeinen aber auch noch durch Edelsinn und Wohltätigkeit aus. 1718 erhielt er die Amtshauptmannschaft über Mühlenhof und Mühlenbeck, wodurch sich sein Einkommen bedeutend verbesserten. 1727 starb er als Oberst und wurde mit allen Feierlichkeiten in der Garnisonkirche beigesetzt. Das Corps der Kadetten mit seiner Fahne marschierte dem Sarg voran und diesem folgten alle Oberoffiziere der Garnison. Der Hofprediger Lambert Gedicke hielt die Trauerrede und die Kadetten gaben 3 Salven Salut.
Sein Nachfolger wurde der Oberst Samuel de Saint-Sauveur.
Er war mit Charlotte von Schoenaich (* 1690) verheiratet. Sie war eine verwitwete von Dasern und heiratete später den Generalmajor Johann Arnold Goswin von Rittberg. Die Ehe blieb ohne Kinder.